# Amata monothyris
Amata monothyris là một loài bướm đêm thuộc phân họ Arctiinae, họ Erebidae.